# Розенфельд, Герберт
Герберт Розенфельд (англ. Herbert Rosenfeld, 12 марта 1883 — 8 ноября 1913, Нью-Йорк) — американский шахматист еврейского происхождения.

## Биография
Был членом шахматного клуба Городского колледжа Нью-Йорка с 1902 г. Позже состоял в Манхэттенском шахматном клубе и считался одним из сильнейших игроков.
В 1902 г. победил в сеансе одновременной игры чемпиона мира Эм. Ласкера.
Чемпион штата Нью-Йорк 1909 г. (опередил в турнире Ф. Маршалла и Ч. Яффе).
Победитель турнира Манхэттенского шахматного клуба 1910 г. (в личных встречах нанес поражения Г. Хелмсу и Я. Розенталю)
В 1910 г. в составе сборной США участвовал в традиционном матче по телеграфу со сборной Англии.
Племянник американского драматурга Сидни Розенфельда. Отец Герберта Гектор Розенфельд занимался торговлей одеждой.

## Спортивные результаты
| Год  | Город    | Соревнование                                                             | + | − | = | Результат | Место |
| ---- | -------- | ------------------------------------------------------------------------ | - | - | - | --------- | ----- |
| 1907 | Нью-Йорк | Чемпионат Манхэттенского ШК                                              |   |   |   |           |       |
|      |          | Матч по телеграфу Манхэттенский ШК — Франклинский ШК (против М. Моргана) | 0 | 1 | 0 | 0 из 1    |       |
| 1909 | Бат-Бич  | Чемпионат штата Нью-Йорк                                                 | 4 | 1 | 0 | 4 из 5    | 1     |
|      | Нью-Йорк | Чемпионат Манхэттенского ШК                                              |   |   |   |           |       |
|      |          | Матч по телеграфу Манхэттенский ШК — Франклинский ШК (против Г. Фойгта)  | 1 | 0 | 0 | 1 из 1    |       |
| 1910 |          | Матч по телеграфу Англия — США (9-я доска, против Дж. Томаса)            | 0 | 1 | 0 | 0 из 1    |       |
|      | Нью-Йорк | Турнир Манхэттенского ШК (с укороченным контролем времени)               | 4 | 0 | 1 | 4½ из 5   | 1     |